# Paul Danan

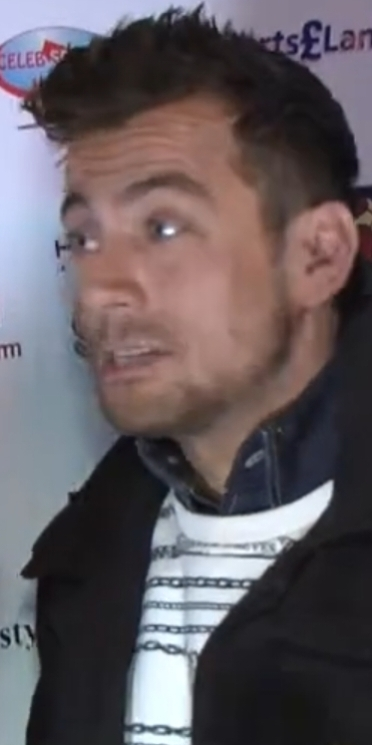
Paul Danan (2015)

Paul Danan (* 2. Juli 1978 in London, England; † 15. Januar 2025 in Bristol) war ein britischer Schauspieler und Reality-TV-Star. Bekannt wurde er insbesondere durch seine Rolle als „Sol Patrick“ in der britischen Fernsehserie Hollyoaks.

## Leben und Karriere
Paul Danan wurde 1978 in London geboren und wuchs dort auf. Seine Schauspielkarriere begann mit seiner Rolle als Sol Patrick in der beliebten britischen Seifenoper Hollyoaks, die er von 1997 bis 2001 spielte. Nach seinem Ausstieg bei Hollyoaks wandte sich Danan verstärkt dem Reality-TV zu. Er war Teilnehmer in mehreren bekannten britischen Reality-Formaten, darunter Celebrity Love Island in den Jahren 2005 und 2006.
Im Jahr 2017 nahm Danan an der britischen Reality-Show Celebrity Big Brother teil. Danan machte außerdem bekannt, ein Drogenproblem zu haben.
Zuletzt leitete Danan einen Theaterclub für Kinder in Hertford. Im September 2015 wurde er außerdem Vater eines Sohnes.
Am 15. Januar 2025 starb Danan im Alter von 46 Jahren.

## Filmografie (Auswahl)
- 1997–2001: Hollyoaks
- 2002: Daddy’s Girl
- 2002: Die magische Münze
- 2004: One Man and His Dog
- 2005/2006: Celebrity Love Island
- 2015: Good Girls Club
- 2017: Amoc
- 2017: Celebrity Big Brother
- 2019: Sind wir schon tot? – Death is in da House!
- 2020: Doll House

## Auszeichnungen
- 2006: Loaded Laftas Comedy Awards in der Kategorie Funniest TV Reality Person[6]